# Jahāngīrī-ye Soflá
Jahāngīrī-ye Soflá (persiska: Jahāngīrī-ye Pā’īn, جهانگیری سفلی) är en ort i Iran.   Den ligger i provinsen Khuzestan, i den centrala delen av landet, 600 km söder om huvudstaden Teheran. Jahāngīrī-ye Soflá ligger 7 meter över havet och antalet invånare är 434.
Terrängen runt Jahāngīrī-ye Soflá är mycket platt. Runt Jahāngīrī-ye Soflá är det ganska tätbefolkat, med 54 invånare per kvadratkilometer. Närmaste större samhälle är Shādegān, 10,5 km väster om Jahāngīrī-ye Soflá. Trakten runt Jahāngīrī-ye Soflá är ofruktbar med lite eller ingen växtlighet.